# King George Sound
Der King George Sound ist eine Bucht an der Südwestküste des australischen Bundesstaates Western Australia, an deren westlichstem Ende die Stadt  Albany liegt.

## Geographie
Die Bucht wird durch die vorgelagerte Halbinsel Torndirrup Peninsula gebildet. Ihr Eingang nach Osten wird durch die beiden Inseln Michaelmas Island und Breaksea Island geschützt.
Die weit in die Bucht hineinragende Vancouver Peninsula, die von der Torndirrup Peninsula rund fünf Kilometer nach Norden führt, teilt die Bucht Princess Royal Harbour vom King George Sound ab. Der Princess Royal Harbour ist nur durch einen rund 500 Meter breiten, nicht ganz einen Kilometer langen Durchlass mit dem King George Sound verbunden. Gleich westlich vom Durchlass befindet sich an der Nordseite der Bucht am Fuße des Mount Clarence der Hafen von Albany.
Nordöstlich von Albany liegt der Oyster Harbour, eine weitere Bucht, die mit dem King George Sound durch einen 500 Meter langen und 150 Meter breiten Kanal verbunden ist.

## Geschichte
1791 entdeckte sie George Vancouver und kartografierte sie.
In der Bucht wurde ab mit 19. Jahrhundert Walfang betrieben. Die Walfangstation Cheyne Beach Whaling Station wurde 1978 geschlossen und später in ein Museum umgewandelt.
Bis zur Fertigstellung des Hafens von Fremantle 1897 diente der King George Sound als Naturhafen und war bis dahin zugleich auch der einzige Tiefwasserhafen in Western Australia. Die von allen Seiten mit Land umgebene Bucht hat eine Fläche von etwa 91 km², der Eingang zum King George Sound ist 8 km breit.